# الأستاذ شرف (فلم)
الأستاذ شرف فيلم سينمائي مصري، من إنتاج عام 1954، وبطولة أنور وجدي وسميرة أحمد، وإخراج كامل التلمساني.

## فريق العمل
- أنور وجدي في دور شرف
- سميرة أحمد
- محمود المليجي
- عبد الفتاح القصري
- وداد حمدي
- عبد الغني قمر

## روابط خارجية
- الأستاذ شرف على موقع الدهليز
- الأستاذ شرف على موقع قاعدة بيانات الأفلام العربية